# Хосуе Домінгес
Хосуе Домінгес (20 листопада 1996) — домініканський плавець.
Учасник Олімпійських Ігор 2020 року, де в попередніх запливах на дистанціях 100 і 200 метрів брасом посів 39-те і 34-те місця й не потрапив до півфіналів.